# Frank Hansen (canottiere)
Frank Hansen (Oslo, 4 agosto 1945) è un ex canottiere norvegese.

## Palmarès

### Olimpiadi
- 2 medaglie:
  - 1 oro (Montréal 1976 nel due di coppia)
  - 1 argento (Monaco di Baviera 1972 nel due di coppia)

### Mondiali
- 4 medaglie:
  - 3 ori (Nottingham 1975 nel due di coppia; Hamilton 1978 nel due di coppia; Bled 1979 nel due di coppia)
  - 1 argento (Lucerna 1974 nel due di coppia)

### Europei
- 1 medaglia:
  - 1 argento (Copenaghen 1971 nel due di coppia)